# ČSAD Jablonec nad Nisou

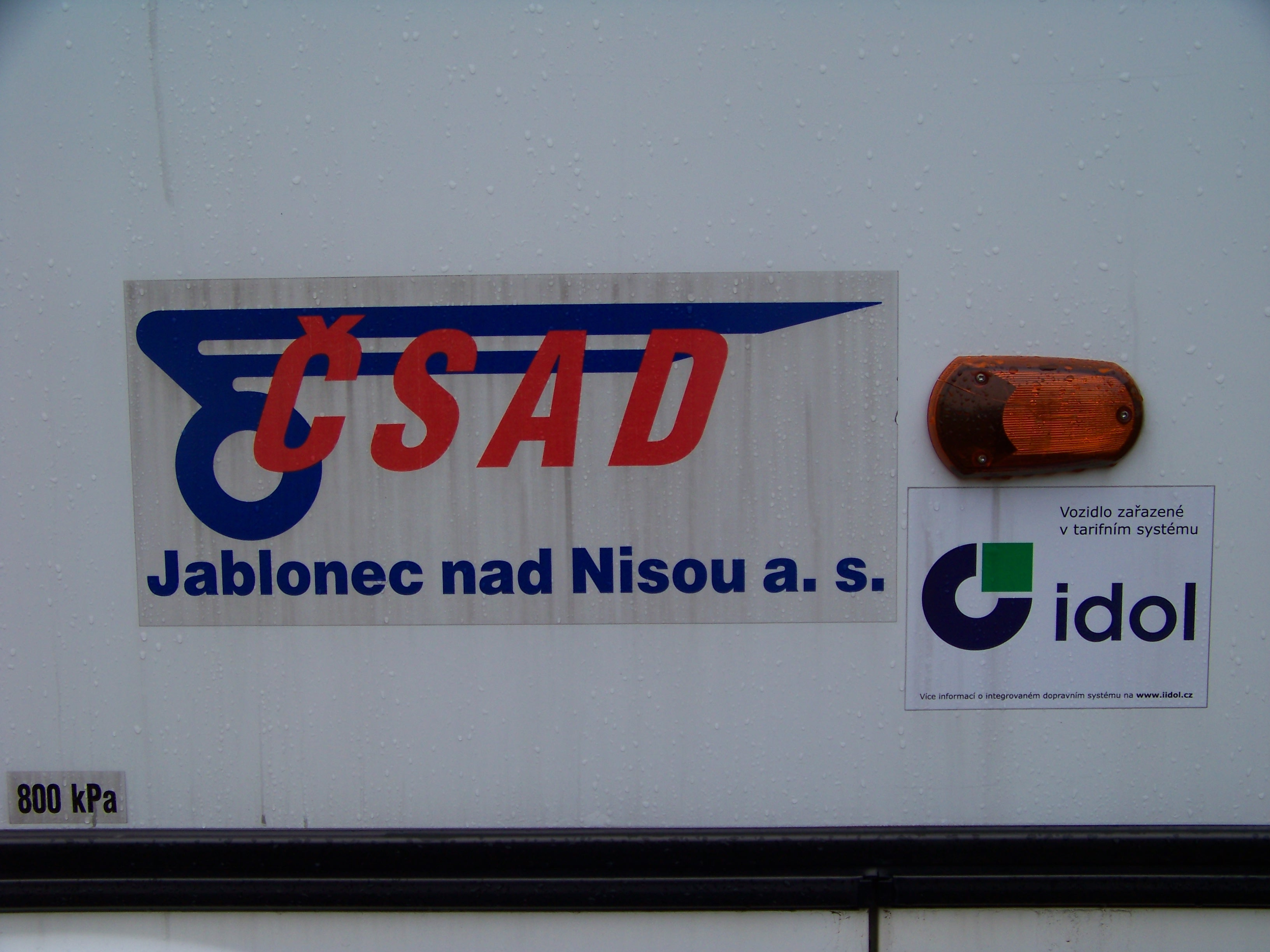
Logo společnosti s logem integrovaného dopravního systému IDOL

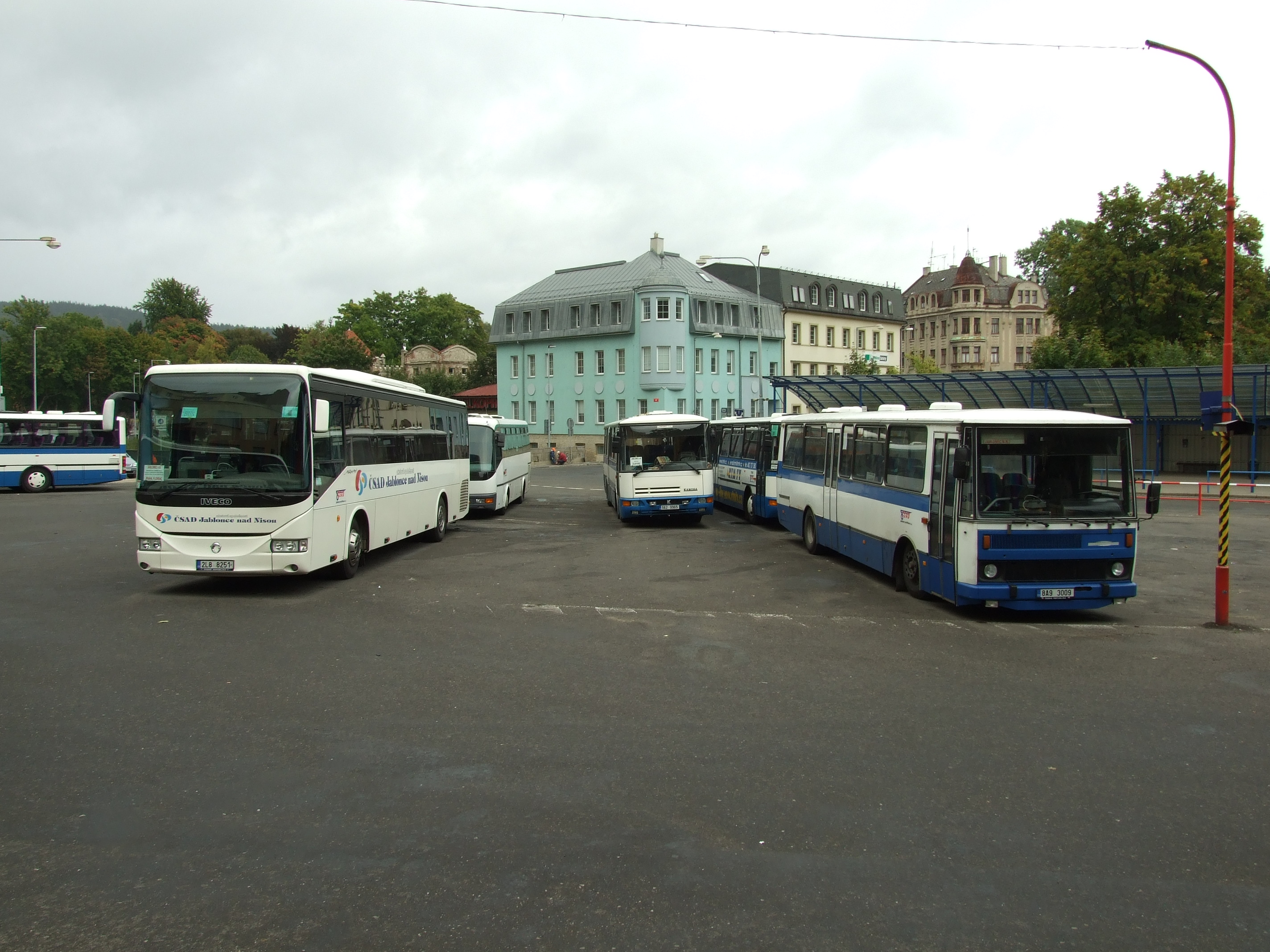
Autobusy ČSAD Jablonec nad Nisou a. s. na autobusovém nádraží v Jablonci

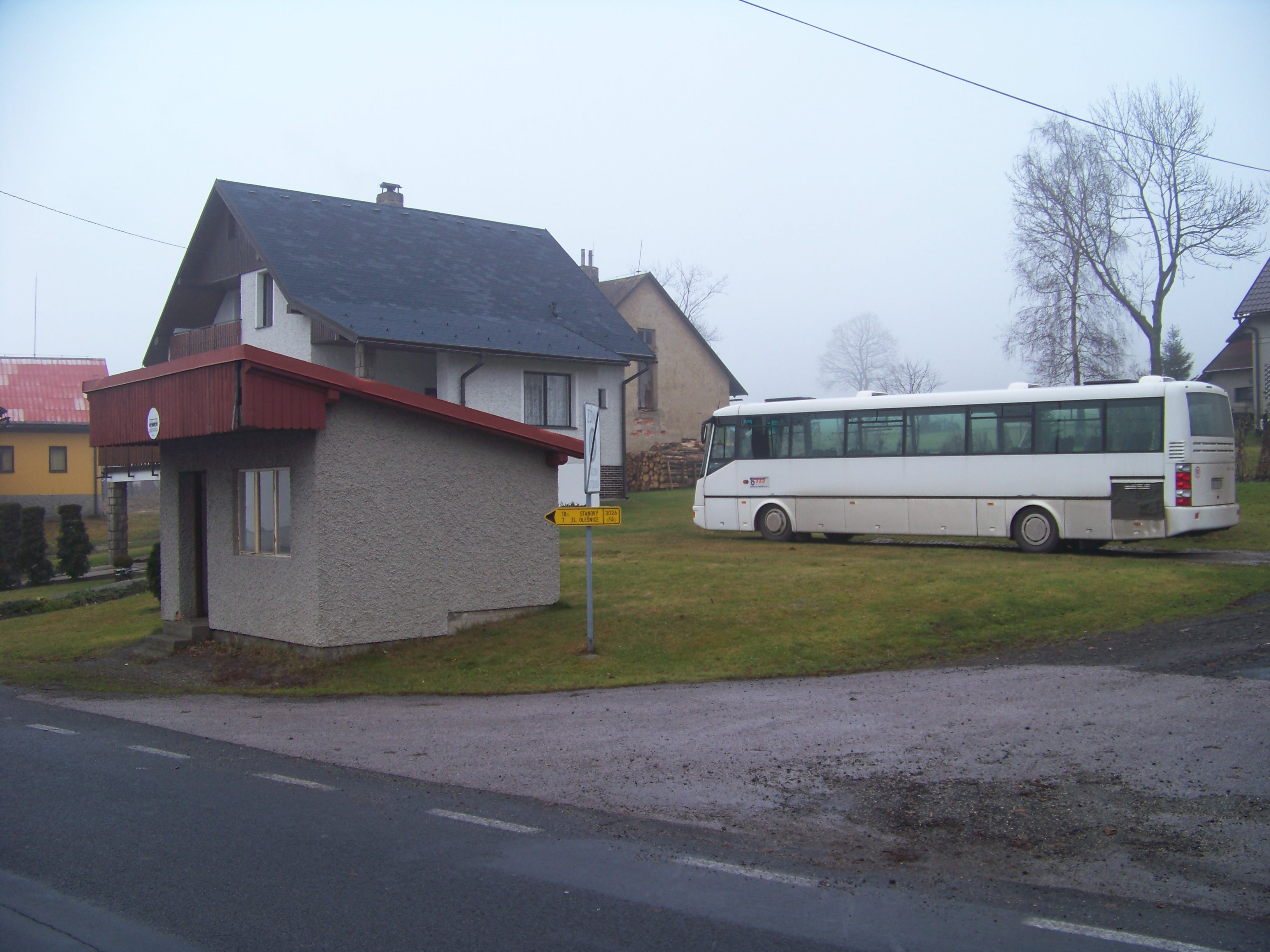
Autobus ČSAD Jablonec nad Nisou a. s. v Příchovicích

ČSAD Jablonec nad Nisou a.s. byla dopravní firma, která v letech 1992–2010 provozovala regionální autobusovou dopravu v okrese Jablonec nad Nisou včetně městské autobusové dopravy v Jablonci nad Nisou a několik dálkových autobusových linek z Jablonce, zabývala se též zájezdovou autobusovou dopravou a opravárenstvím silničních vozidel. Vznikla privatizací dopravního závodu krajského státního podniku ČSAD. Od roku 2008 ji ovládá společnost ČSAD Semily a.s. Autobusové linky ČSAD Jablonec nad Nisou byly od 13. června 2010 převedeny na dopravce ČSAD Semily. K 12. prosinci 2010 společnost zanikla a její jmění přešlo na společnosti BusLine.
ČSAD Jablonec nad Nisou byla členem Asociace dopravních, spedičních a servisních firem Čech, Moravy a Slezska, v roce 2005 byla mezi dopravci, kteří si navzájem uznávají zaměstnanecké jízdenky. V roce 2009 byl ředitelem Luboš Wejnar, který v roce 2003 byl vedoucím střediska MHD.

## Historie
Československá státní automobilová doprava, národní podnik, Ústí n. L. (25. dubna 1963 – 30. prosince 1988) měla dopravní závod 405 Jablonec nad Nisou, pod nějž spadaly i provozovny Tanvald a Železný Brod. V období 30. prosince 1988 až 29. září 1993 měl nástupnický podnik s krajskou působností pro Severočeský kraj formu státního podniku. K 1. květnu 1992 vznikl rozhodnutím Fondu národního majetku o privatizací dopravního závodu 405 nový podnik, ČSAD Jablonec nad Nisou a.s. ČSAD Jablonec nad Nisou a. s. byla zařazena do kupónové privatizace.[zdroj?]
V roce 2008 byli dominantními vlastníky Miloslav Fibiger a Jan Fabinyi. Podle Jiřího Vařila, zástupce pozdějšího vlastníka, ZVV Property Investment, byla ČSAD Jablonec před převzetím firmou ČSAD Semily ztrátová a velmi špatně vedená a vládl zde ještě komunismus.
V létě 2008 získala většinový podíl (67,5 %) společnost ČSAD Semily, kterou vlastnila společnost ZVV Property Investment, s níž byl spojován ruský podnikatel Vladimir Zubkov.
6,79 procenta akcií ČSAD Jablonec nad Nisou vlastnilo v únoru 2010 město Jablonec nad Nisou a 25. února zastupitelstvo města rozhodovalo, zda svůj podíl 4905 akcií za 2,3 milionu Kč (tj. 470 Kč za akcii) prodá firmě ČSAD Semily, od které banka k získání úvěru vyžadovala, aby vlastnila alespoň 90% podíl. Město by si ponechalo jednu akcii a mělo by zaručeno jedno místo v představenstvu a jedno v dozorčí radě. Ani nákup akcií od města by však k dosažení tohoto podílu ještě nestačil (tj. ČSAD Semily vlastnila méně než 84% podíl).
Na začátku října 2008 firma ČSAD Jablonec nad Nisou koupila malou soukromou kladenskou firmu Lukáš Pech – Eurocar, která jí konkurovala na trasa Praha – Jablonec.
V prosinci 2009 byl zveřejněn záměr, že ČSAD Semily a ČSAD Jablonec nad Nisou měly být v lednu 2010 sloučeny. Fúze údajně čekala na potvrzení soudem. Obě společnosti měly v době převzetí dohromady asi 330 autobusů, podle jiné zprávy by společnost vzniklá jejich fúzí měla mít dohromady kolem 360 autobusů. Roční obrat ČSAD Jablonec nad Nisou činil kolem 200 milionů Kč, ČSAD Semily kolem 400 milionů Kč. Podle zpráv z podzimu 2010 se k celostátnímu termínu změn jízdních řádů 13. prosince 2010 skupina (ČSAD Semily a.s. a ČSAD Jablonec a.s.) chystala opustit značku ČSAD a měla působit pod novou obchodní značkou BusLine. Projekt nové společnosti připravila představenstva obou původních společností a schválily jejich valné hromady. Součástí loga BusLine a. s. je i zelený jelen a grafický styl z loga ČSAD Semily, doplněný vlnovkou podtrhávající název; nové logo a slogan „BusLine – Comfort in Time“ představil management pracovníkům společností a významným obchodním partnerům 29. září 2010 na autodromu v Mostě a následně zveřejnil tiskovou zprávou. Nová společnost bude provozovat přes 400 autobusů, zaměstnávat více než 800 lidí a pro rok 2011 jsou očekávány tržby ve výši kolem 1 miliardy Kč.

## Sídlo a provozovny

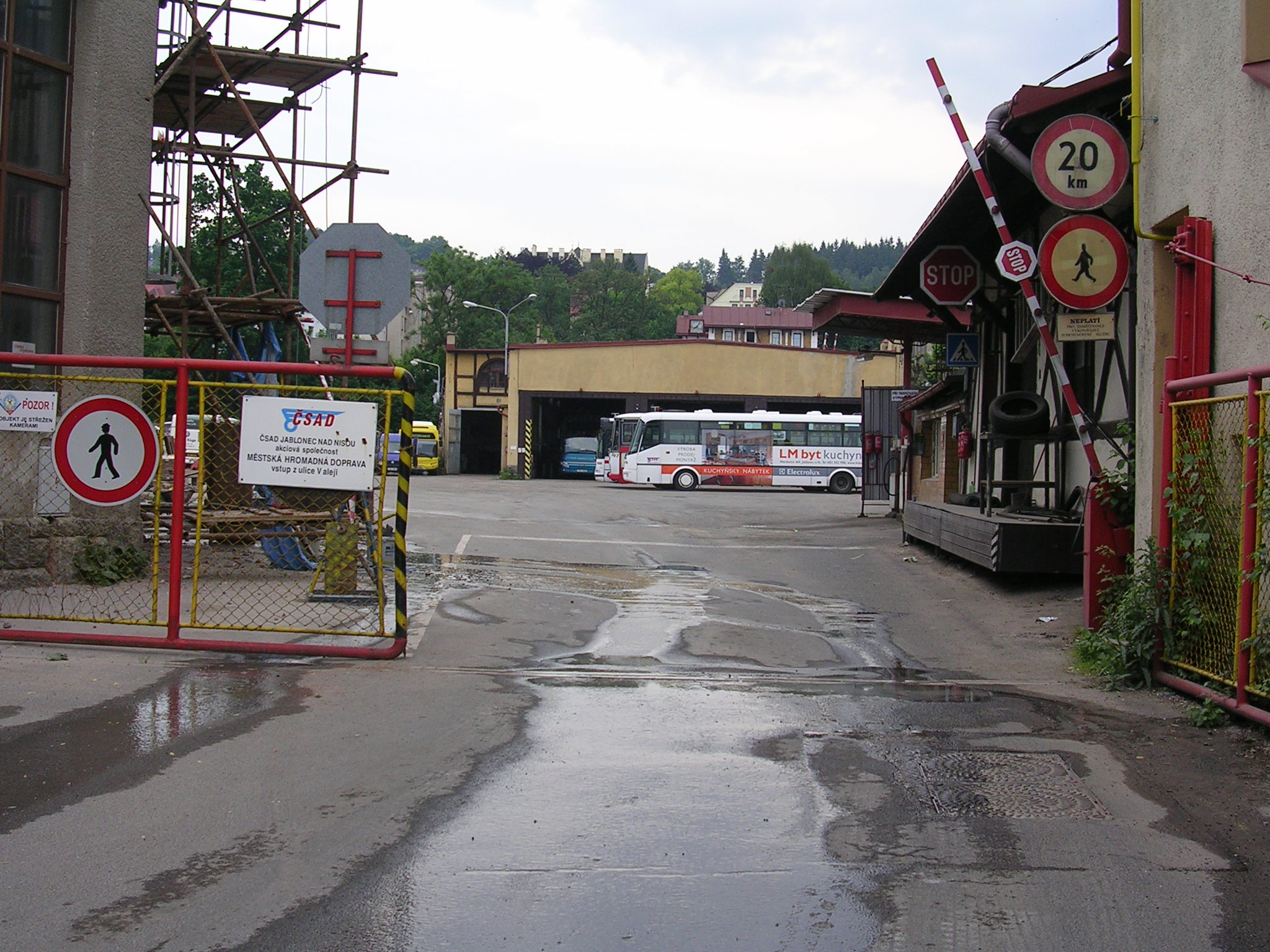
Provozovna MHD Jablonec nad Nisou

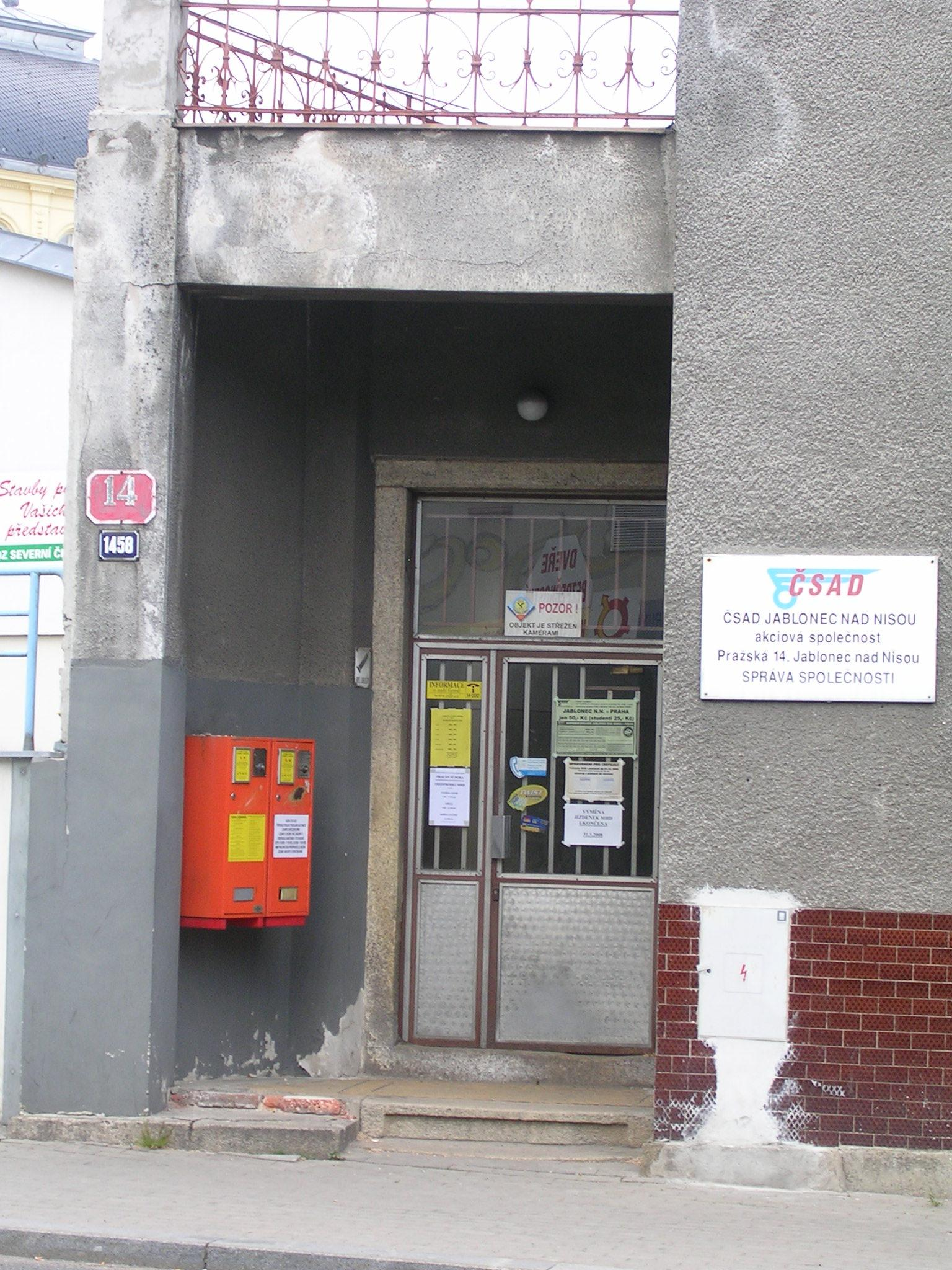
Vchod sídla společnosti, s automaty na jízdenky jablonecké MHD

Sídlo společnosti se nacházelo v Pražské ulici v Jablonci, garáže MHD se nacházely na protější straně ulice v objektu bývalé tramvajové vozovny. Regionální autobusy jablonecké provozovny měly garáž u Želivského ulice v Rýnovicích. Organizačně se ČSAD Jablonec nad Nisou dělilo na divizi (dopravní středisko) PAD Jablonec nad Nisou, divizi (dopravní středisko) MHD Jablonec nad Nisou a dopravní středisko Tanvald. V roce 2007 bylo rýnovické dopravní středisko, zajišťující regionální dopravu, sloučeno do jabloneckého střediska městské dopravy v Pražské ulici. K 13. červnu 2010 se jablonecké dopravní středisko stalo součástí ČSAD Semily.

## Autobusová doprava
Regionální a dálkové linky byly k 13. červnu 2010 převedeny pod ČSAD Semily, MHD v Jablonci na Nisou byla od 1. ledna 2010 převedena na Dopravní podnik měst Liberce a Jablonce nad Nisou.

### Dálková doprava
Společnost provozovala dálkové linky z Jablonce nad Nisou do měst Praha (530191, expresní linka 530190), Brno (540601), Ústí nad Labem (530204), Trutnov (540940, zčásti v IDOL) a Jelení Hora (000233, od 6. června 2009, 3. července 2010 provoz zastaven).
Od roku 2008 společnost posílila provoz na lince do Prahy a od přelomu září a října 2009 na ni nasadila autobusy Beulas Aura a zavedla doplňkové služby, jako doprovod stevardky, možnost občerstvení, denní tisk, bezplatné Wi-Fi připojení a možnost nákupu jízdenek na MHD obou koncových měst. Rovněž na ostatní dálkové linky byly od téhož data nasazeny kvalitnější autobusy s klimatizací a Wi-Fi připojením.
Linky byly k 13. červnu 2010 převedeny pod ČSAD Semily s výjimkou dvou linek, na nichž je fakticky zastaven provoz (mezinárodní linka 000233 do Jelení Hory, kde zůstal pár spojů s poznámkou „nejede od 3. 7. 10 do 31. 3. 14“ a linka do Prahy č. 530191, na níž zůstal jen symbolický pár spojů v první den platnosti jízdního řádu po území města Jablonce).

### Regionální doprava
Dopravce provozoval kolem 22 regionálních linek, včetně městské linky v Tanvaldu. Od 1. července 2009 byl dopravce zapojen v krajském integrovaném systému IDOL, v rámci reorganizace byly některé linky sloučeny se souběžnými linkami ČSAD Semily. Linky byly k 13. červnu 2010 převedeny pod ČSAD Semily.
Od roku 1998 provozoval ČSAD Jablonec nad Nisou cyklobusovou linku, roku 2002 přibyla druhá.

### MHD Jablonec nad Nisou

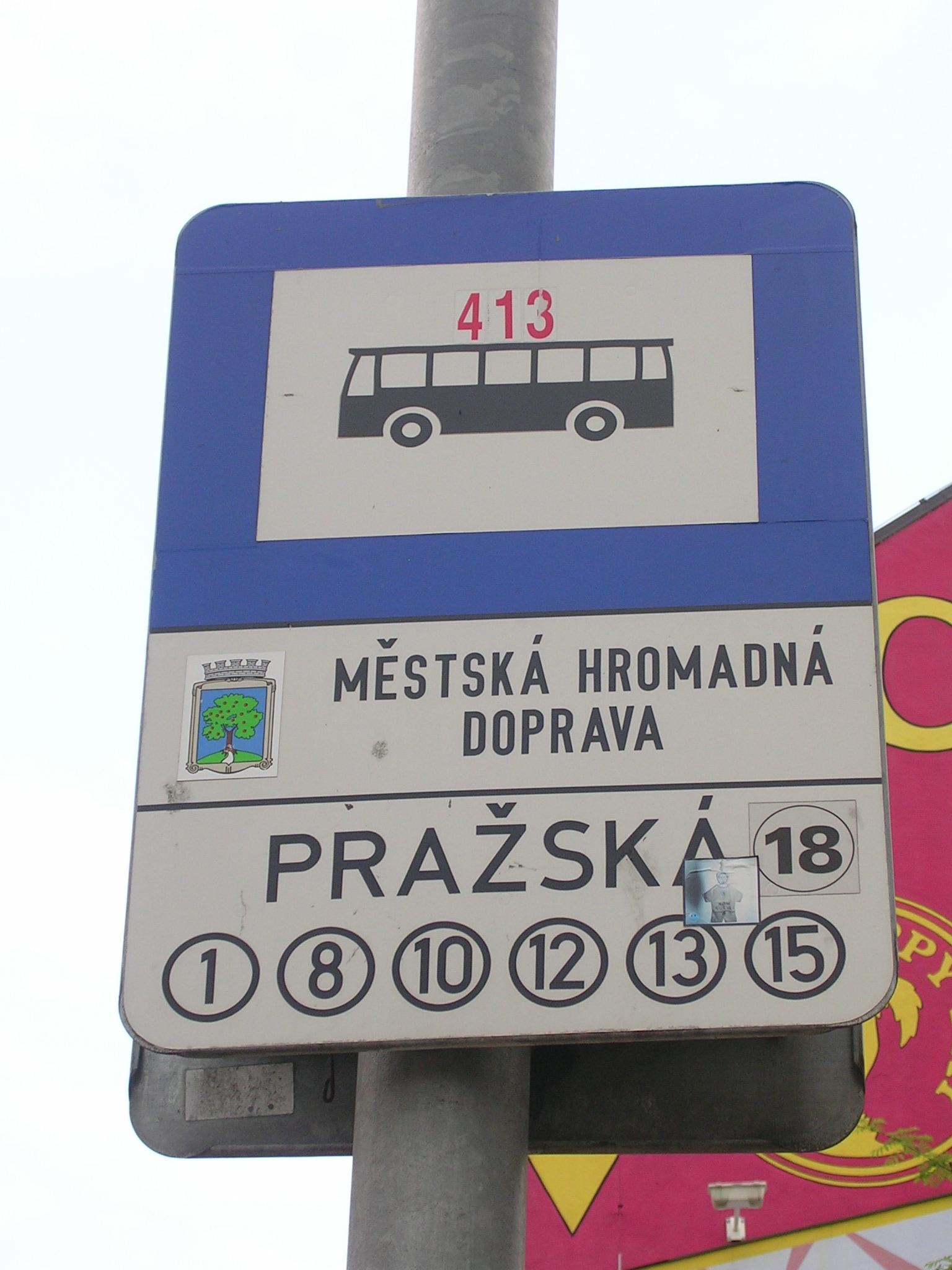
Označení zastávky MHD v Jablonci nad Nisou

Městskou autobusovou dopravu v Jablonci nad Nisou převzal tehdejší severočeský krajský národní podnik ČSAD KNV Ústí nad Labem n. p. k 1. lednu 1981, po zrušení jabloneckého městského dopravního podniku. Roku 1992 přešlo provozování na nově vzniklý podnik ČSAD Jablonec nad Nisou a. s. V roce 2009 MHD představovala asi 17 linek v číselném rozmezí 1 až 18, skibus s číslem 21, školní spoje na linkách 31 až 34 a noční linka N1, licenční čísla byla v rozmezí 535001 až 535034, linka N1 měla číslo 535090. Linky obsluhovaly i sousední města Rychnov u Jablonce nad Nisou a Lučany nad Nisou a obce Pulečný, Janov nad Nisou a Bedřichov. Pro MHD bylo vyčleněno asi 40 autobusů.
Těsně před 3. prosincem 2009, kdy vstoupilo v platnost nařízení Evropského parlamentu a Rady ES č. 1370/2007, které nařizuje výběrová řízení pro přidělování zakázek ve veřejné dopravě, uzavřelo město Jablonec nad Nisou bez výběrového řízení na deset let smlouvu o provozování MHD s Dopravním podnikem města Liberce. Nový dopravce měl do roku 2012 rozsah jablonecké MHD oproti roku 2009 zdvojnásobit. DPML zpočátku jezdil s vozidly pronajatými od ČSAD Jablonec nad Nisou, na jízdních řádech a jízdenkách již byl uveden nový provozovatel, avšak po určitou dobu platily i jízdenky původního dopravce a adresa ČSAD Jablonec nad Nisou byla v jízdních řádech uváděna pod názvem nového provozovatele jako jeho korespondenční adresa.

### MHD Česká Lípa
V únoru 2010 byl oznámen výsledek výběrového řízení na provozování MHD v České Lípě a Sosnové na roky 2011–2018. Soutěže se zúčastnil dosavadní dopravce ČSAD Semily, dále dopravce ČSAD Jablonec nad Nisou, v němž měla ČSAD Semily většinový podíl a který s ní měl být zfúzován, a Veolia Transport. Nejnižší cenou, 39 Kč za kilometr, zvítězila ČSAD Jablonec nad Nisou (z novinové zprávy není zřejmé, zda jde o náklady nebo dotaci).

### Dopravácký den
Ve spolupráci s městem Jablonec nad Nisou a Jabloneckým kulturním a informačním centrem dopravce pořádá tradiční Dopravácký den s výstavou a jízdou historických i moderních autobusů, včetně vozidel zapůjčených od jiných vlastníků či výrobců. Roku 2008 se konal 5. ročník, poslední se konal 18. září 2010.

## Paraguay
V červenci 2009 člen představenstva ČSAD Semily a ČSAD Jablonec nad Nisou Jiří Vařil oznámil, že obě tyto společnosti společně jednají o tom, že by pod záštitou paraguayské vlády na základě českých poznatků a zkušeností vybudovaly systém veřejné dopravy v Paraguayi. Nabízely nejen know how komplexní organizace, ale i dodávky trolejbusů pro Asunción a různé práce související se zajištěním provozu, do budoucna by rády expandovaly i do Bolívie. Jiří Vařil v souvislosti s tím zmínil, že má v Paraguayi rodinu a dům a část roku tam bydlí. Šestičlenná vládní delegace odborníků z Paraguaye v červenci 2009 na pozvání společností ČSAD Semily a ČSAD Jablonec nad Nisou navštívila Českou republiku a několik zdejších výrobců vozidel, v říjnu pak měla Paraguay navštívit česká expertní skupina včetně zástupců ČSAD Semily a ČSAD Jablonec nad Nisou.

## Železniční doprava
ČSAD Jablonec nad Nisou byl (vedle Českých drah, Viamontu a RegioJetu) jedním ze čtyř dopravců, kteří se přihlásili do výběrového řízení, které vyhlásil Plzeňský kraj v roce 2009 na provozování dopravy na třech neelektrizovaných tratích (Plzeň – Blatno, Plzeň – Domažlice a Nýřany – Heřmanova Huť) od prosince 2011 do prosince 2026. Nabídky měly být otevírány 29. a 30. října a výsledky vyhlášeny v polovině listopadu. 5. listopadu 2009 však bylo oznámeno, že rada kraje soutěž zrušila.

## Studie o názvech zastávek
V roce 2007 se Václav Lábus z Ústavu českého jazyka a teorie komunikace Filozofické fakulty Univerzity Karlovy v Praze ve své studii zabýval z onomastického hlediska názvy autobusových zastávek na Liberecku a Jablonecku. Zdůraznil přitom, že názvy zastávek mají, tak jako jiné místní názvy, schopnost uchovávat již zaniklé mimojazykové skutečnosti, a mnohdy jsou první nebo dokonce jedinou standardizací uzuálního, avšak jinak neoficiálního označení určité lokality, které jinak není podchyceno ani v mapách, a zároveň toto pojmenování fixují a posilují a mohou tak z původně obecného pojmenování vytvořit urbanonymum.